# Tadeusz Orłowski (podporucznik)
Tadeusz Orłowski (ur. 5 lipca 1895, zm. 14 września 1920 pod Słobódką Bołszowiecką) – podporucznik piechoty Wojska Polskiego, kawaler Orderu Virtuti Militari.

## Życiorys
Urodził się 5 lipca 1895 w rodzinie Wacława (zm. 1916) i Janiny z Kobylińskich (zm. 1942). Służył w I Korpusie Polskim w Rosji, a po jego rozwiązaniu wrócił do Warszawy i rozpoczął naukę w Wolnej Wszechnicy Polskiej.
W listopadzie 1918 wstąpił do Wojska Polskiego. W czasie wojny z bolszewikami walczył w szeregach 21 Pułku Piechoty. Dowodził 1. kompanią. Wyróżnił się 14 września 1920 w walce pod wsią Słobódka Bołszowiecka koło Halicza, w której poległ. Został pochowany na Cmentarzu Powązkowskim w Warszawie. Był żonaty.

## Ordery i odznaczenia
- Krzyż Srebrny Orderu Wojskowego Virtuti Militari nr 1669[4] – pośmiertnie 26 marca 1921[8][9][10]